# دينيس سميث (لاعب كريكت)
دينيس سميث (24 يناير 1907 في المملكة المتحدة - 12 سبتمبر 1979 في المملكة المتحدة) (بالإنجليزية: Denis Smith)‏ هو لاعب كريكت بريطاني (وحمل سابقاً جنسية المملكة المتحدة لبريطانيا العظمى وأيرلندا). لعب مع نادي مقاطعة ديربيشاير للكريكت ‏.

## وصلات خارجية
- دينيس سميث على موقع إي آس بي آن كريك إنفو (الإنجليزية)